# 에릭 킨리사이드

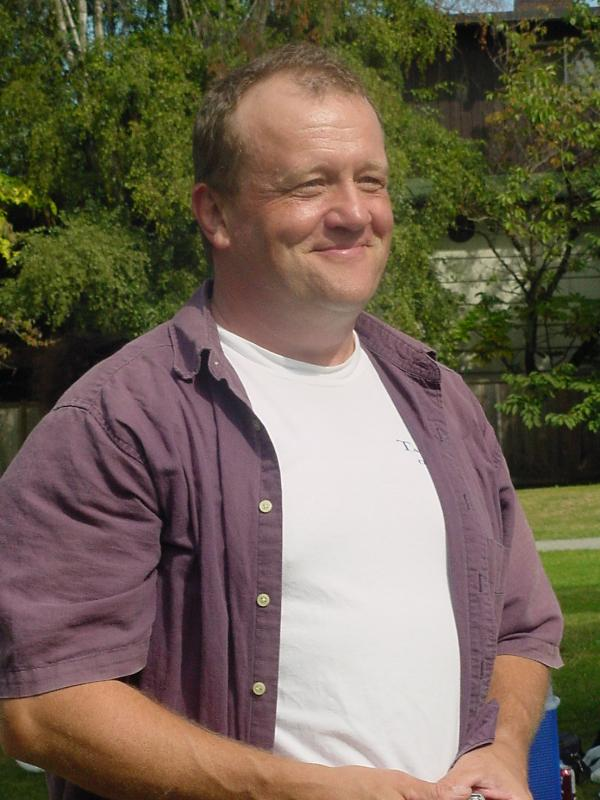

에릭 킨리사이드(Eric Keenleyside, 1957년 10월 11일 ~ )는 캐나다의 배우이다.

## 출연 작품
- 애쉬 (2019년)
- 종말의 끝 (2018년)
- 늑대의 어둠 (2018년)
- 고독 (2017, Never Steady, Never Still)
- 지랄발광 17세 (2016년) - 톰 역
- 7번째 아들 (2015년) - 나이든 경호원 역
- 더 쓰리 댓 세이브드 크리스마스 (2014년)
- 고질라 (2014년) - 보이드 역
- 더 패키지: 일급비밀 (2012년) - 빅 더그 역
- Trading Christmas (2011)
- 패스터스 와이프 (2011년) - 댄 역
- 디어 미스터 게이시 (2010년)
- 산타 포스를 찾는 모험 (2010년)
- 슬랩 샷 3 (2008년)
- 블루 스모크 (2007년)
- 워 (2007년)
- 파이어월 (2006년) - 앨런 휴즈 역
- 인터프리터 (2005년) - 로리 로브 역
- 워킹 톨 (2004년)
- 몬티 월시 (2003년)
- 엘렌 림바우어의 일기 (2003년)
- 에이전트 코디 뱅크스 (2003년)
- 데스티네이션 2 (2003년)
- 드림캐쳐 (2003년)
- 도어 투 도어 (2002년)
- 뱅, 뱅, 넌 죽었다 (2002, Bang Bang You're Dead) - 밥 애덤스 역
- 패스워드 (2001년)
- 뷰티풀 죠 (2000년)
- 진실을 위하여 (1999, Our Guys: Outrage at Glen Ridge)
- 클루리스 2 (1999년)
- 아토믹 트레인 (1999년)
- 스캔들 (1998, Legalese)
- 프리폰테인 (1997년)
- 엔젤 오브 펜실베니아 애브뉴 (1996년)
- 타이타닉 (1996년)
- 결혼 성공하기 (1994년)
- 누명 (1993년)
- 스텔라 (1990년)
- 바잉 타임 (1989년)

### 텔레비전
- 제3의 눈 (1996-99)
- 콜드 스쿼드 (2001, 2005, Cold Squad)
- 스티븐 킹의 킹덤 (2004)
- 트래블러 (2007)
- 마스터즈 오브 호러 - 검은 고양이 편 (2007, The Black Cat) - 부커 병장 역
- 헬캣츠 (2010)